# Saint Peter (Barbados)
Saint Peter (St. Peter) ist eines der elf Parishes im Inselstaat Barbados in der Karibik. Es ist benannt nach dem Apostel und Schutzpatron Petrus. Es liegt im Norden von Barbados und ist zusammen mit Saint Lucy eines der zwei Parishes, welche von der Ostküste bis an die Westküste reichen.

## Geographie
Die „Platinum Coast“ von Barbados erstreckt sich von Saint Peter nach Süden bis ins Parish Saint James und macht Saint Peter zu einem Touristen-Hotspot. Das Parish ist bekannt für seine weißen Sandstrände, vor allem an der Mullins Bay und Gibbs Bay. Die Landschaft besteht zudem aus Hügelland und aus Ebenen, von denen einige noch immer mit Zuckerrohr angebaut werden, welches früher das wichtigste Cash Crop für die Insel war. Weitere Touristenorte in Saint Peter sind Port St. Charles und Port Ferdinand und es gibt zahlreiche luxuriöse Ferienanlagen wie Schooner Bay, St. Peter’s Bay und The Palazzate.
Im Parish liegen die Orte:
| - Alleynedale - Alleynedale Hall - Around-The-Town, Speightstown, - Ashburton Grove, Castle - Ashton Hall - Bakers - Battaleys - Benn Hill - Benny Hall - Black Bess - Boscobelle - Brevitor Hall - Brevitor Hall North - Brevitor Hall South - Castle - Castle Heights - Castle Terrace - Centipede Alley - Cherry Tree Hill - Church Hill - Colleton, Six Mens - Colleton Gardens - Diamond Corner - Douglas - Ebworth - Farley Hill - Farm - Farm Road - Farrs - Foster Hill - Four Hill - French Village - Gays - Gibbes - Gibbes Bay - Goddings Bay - Haymans - Hayman’s Factory - Haymans Road - Heywoods - Heywoods Beach - Heywoods Heights - Heywoods Terrace - Hope Land - Indian Ground - Lakes - Little Battaleys | - Luke Hill - Mangrove - Maynards - Maynards Heights - Maynards Ridge - Maynards Road - Maynards Tenantry - Maynards Terrace - Mile and a Quarter - Moore Hill - Mount - Mount Brevitor - Mount Prospect - Mount Prospect - Mullins - Mullins Bay - Mullins Beach, Mullins - Mullins Heights - Mullins Road - Mullins Terrace - Orange Hill - Oxford - Pico Teneriffe - Pleasant Hall - Portland - Portland Plantation - Retreat - Richmond Hill - Roadview - Rockless - Roebuck - Rose Hill - Sailor Hill - Six Mens - Six Men’s Bay - Speightstown (3600) - Speightstown By-Pass Road - Station Hill - The Baltic - The Choyce - The Rock - The Whim - Vuemont, French Village - Warleigh - Warleigh Plantation - Welchtown - White Hall |

Das Parish grenzt an die Parishes Saint Andrew (SO), Saint James (S) und Saint Lucy (North).

### Verkehr
Der Donald-Mapp-Highway (H 1) und der Erny-Bourne-Highway (H 2) treffen sich im Zentrum des Parish und gehen über in den Charles-Duncan-Oneal-Highway, welcher von dort nach Norden führt. An der Westküste verläuft der H 1B.

## Sehenswürdigkeiten

### Farley Hill National Park

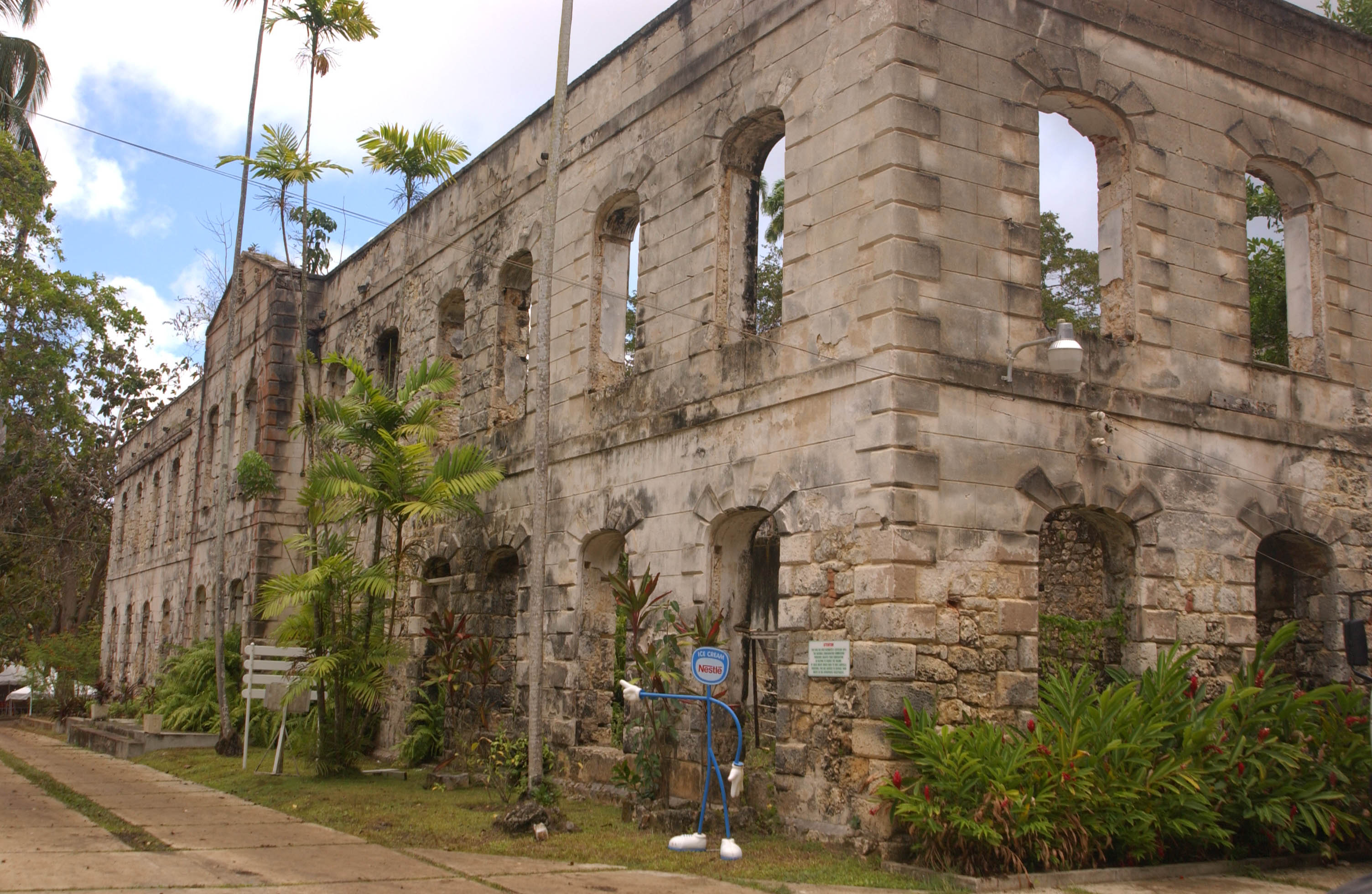
Ruinen von Farley Hill.

Farley Hill ist die Ruine einer georgianischen Villa, welche von Sir Graham Briggs erbaut wurde. Die Arbeiten begannen 1818 und im Verlauf der nächsten fünfzig Jahre wurden immer weitere Räume angebaut. Letztlich galt Farley Hill als das beeindruckendste Mansion in Barbados und 1957 wurde es als „Belfontaine Mansion“ Drehort für den Film Island in the Sun. Nachdem das Mansion 1965 durch ein Feuer zerstört worden war, wurde das Anwesen von der Regierung von Barbados erworben. Am 15. Februar 1966 wurde das Gelände von Königin Elisabeth II. offiziell als Farley Hill National Park eröffnet. Das Anwesen liegt auf einem hohen Hügel über der malerischen Atlantikküste und dient als Picnic Area, Hochzeitslocation und Aussichtspunkt. Der Bestand aus Mahagony-Bäumen dient oft als Bühne für kulturelle Events wie das Barbados Jazz Festival und Gospelfest.

### Barbados Wildlife Reserve
Das Barbados Wildlife Reserve liegt in einem üppigen Mahagonywald in der Nähe des Farley Hill National Park und ist hauptsächlich ein Schutzgebiet für die Barbados Green Monkeys, die dort frei umherstreifen.

### St. Nicholas Abbey
St Nicholas Abbey ist eines der bekanntesten Wahrzeichen von Barbados. Es ist eines von nur noch drei echt jakobinischen Anwesen in der Westlichen Hemisphäre.

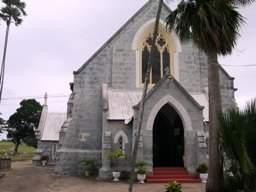
All Saints’ Anglican Chapel.

## Religion
Barbados war eine britische Kolonie und hat zahlreiche britische Traditionen miterlebt und übernommen. Viele der Kirchen sind anglikanisch, episkopal, adventistisch, methodistisch, katholisch, pentekostal oder andere.